# Peter L. Cashman
Peter L. Cashman, född 22 maj 1936, var en amerikansk politiker som var viceguvernör i Connecticut från 1973 till 1975. Detta var under den senare delen av den fyraåriga mandatperiod som Thomas J. Meskill var guvernör.